# Ambrus Lajos (író, 1950)
Ambrus Lajos (Gyula, 1950. március 28. –) magyar író, szerkesztő.

## Életpályája
Szülei: Ambrus Lajos és Szász Etelka. 1973–1978 között a József Attila Tudományegyetem magyar-történelem szakos hallgatója volt. 1978-tól Szombathelyen középiskolai oktató. 1983 óta az Életünk szerkesztője, 1987-1994 között főszerkesztő-helyettese, majd főmunkatársa. 1994 óta a Kortárs folyóirat esszé- és prózarovatának vezetője, 2010-től főszerkesztője.

## Művei
- Eldorádó; Magvető, Bp., 1988 (JAK füzetek)
- Szókalauz; ill. Somogyi Győző; Kortárs–Széphalom Könyvműhely, Bp., 1996
- Szombathelyi képek; fotó Váradi Gábor, művészeti szerk. Kassai Ferenc; Szombathely Megyei Jogú Város Önkormányzatának kiadványa, Szombathely, 1997
- Lugas; Kortárs, Bp., 2002
- Ambrus Lajos–Csoma Zsigmond: A magyar bor útja a kezdetektől napjainkig; fotó Somlósi Lajos; B.K.L. K., Szombathely, 2003
- Lukács László–Ambrus Lajos–L. Simon László: Édes szőlő, tüzes bor. A Velencei-tó környékének szőlő- és borkultúrája / Süsse Weintraube, feuriger Wein. Die Trauben- und Weinkultur der Gegend um den Velencer See; németre ford. Homoki Marianna; Ráció–Velencei-tó Környékéért Alapítvány, Bp.–Pázmánd, 2005
- Az én szőlőhegyem; B.K.L. K., Szombathely, 2005
- Haza a magasból. Vas megye. Németh József légifotói; szöveg Ambrus Lajos; B.K.L. K., Szombathely, 2007
- Lugas – more patrio; Kortárs, Bp., 2008 (Kortárs esszék)
- Eldorádó; Kortárs, Bp., 2009
- Krízis és karnevál. Hamvas Béla emlékezete; vál., szerk., összeáll. Ambrus Lajos; Nap, Bp., 2009 (Emlékezet)
- Lugas – tertium datur; Kortárs, Bp., 2012 (Kortárs esszék)
- Lugas – Pomona Hungarica; Kortárs, Bp., 2015
- Ambrus Lajos–Gyurik Gábor–Burger Barna: Fűszerkert. 22 fűszer, 60 recept; Magyar Konyha Magazin, Bp., 2015
- Ambrus Lajos–Kútvölgyi Mihály–Roszik Péter: Zöldséges ételek a Kárpát-medencéből; fotó Kútvölgyi Mihály; Biokultúra Hungária Ökológiai Mező- és Élelmiszergazdasági Tudományos Innovációs Nonprofit Kft., Bp., 2015 (Napsütötte ízek, bioételek)
- Ambrus Lajos–Kovács Gyula–Óvári Miklós: Göcsej és Őrség hagyományos körtefajtái; Göcsej Természetvédelmi Alapítvány, Pókaszepetk, 2016
- A somlai. Somló, Sághegy, Kis-Somlyó; Kortárs, Bp., 2016 (Borozgató magyarok)
- Diárium; Kortárs, Bp., 2016 (Kortárs próza)
- Mészáros Gabriella–Ambrus Lajos–Rohály Gábor: Terra benedicta. Áldott föld. Több mint Tokaj...; 2. aktualizált kiad.; Akó, Bp., 2019
- Várostérkép; Kortárs, Bp., 2019
- Nagy almáskönyv; Kortárs, Bp., 2022 (Culinaria Hungarica)

## Díjai, kitüntetései
- Móricz Zsigmond-ösztöndíj (1982, 1985)
- A Művészeti Alap Elsőkötetesek Díja (1989)
- Bölöni-díj (1989)
- az Év Könyve-díj (2004)
- József Attila-díj (2005)
- Szépirodalmi Figyelő-díj (2007)
- Pro Literatura díj (2008)
- Berzsenyi-díj (2010)[2]
- Magyar Arany Érdemkereszt (2015)